# Антон Дебеле
Антон Дебеле (нім. Anton Döbele; 16 листопада 1910, Бад-Вальдзе, Німецька імперія — 10 листопада 1943, Вітебськ, БРСР) — німецький льотчик-ас, лейтенант люфтваффе (26 березня 1944, посмертно). Кавалер Лицарського хреста Залізного хреста.

## Біографія
Поступив на службу в наземні служби ВПС. У складі легіону «Кондор» брав участь у Громадянській війні в Іспанії. Після повернення в Німеччину закінчив льотну школу і був направлений в навчальну групу 54-ї винищувальної ескадри, а восени 1941 року переведений в 1-у ескадрилью. Учасник Німецько-радянської війни. В травні 1942 року збив 4 літаки, а 19 березня 1943 року під час свого 216-го бойового вильоту здобув 15-ту перемогу. В липні збив 16 літаків, а 7 серпня здобув свої 49-51-у перемоги. 1 вересня загальне число перемог досягло 70, а 4 листопада — вже 90. 11 листопада 1943 року його літак (FW.190A-4) зачепив крилом німецький винищувач. Втративши керування, літак Дебеле протаранив Іл-2 і вибухнув.
Всього за час бойових дій здійснив 458 бойових вильотів і збив 94 радянських літаків противника (з них 23 Іл-2).

## Нагороди
- Залізний хрест 2-го і 1-го класу
- Нагрудний знак пілота
- Німецький хрест в золоті (31 серпня 1943)
- Почесний Кубок Люфтваффе (13 вересня 1943)
- Авіаційна планка винищувача в золоті з підвіскою «400»
- Лицарський хрест Залізного хреста (26 березня 1944, посмертно)